# ランディ・ドブナック
- ランディ・ドブナク

ランディ・トラビス・ウィリアム・ドブナック（Randy Travis William Dobnak, 1995年1月17日 - ）は、アメリカ合衆国ペンシルベニア州アレゲニー郡サウスパーク・タウンシップ出身のプロ野球選手（投手）。右投右打。MLBのデトロイト・タイガース傘下所属。
メディアによっては「ドブナク」と表記されることもある。

## 経歴

### プロ入りと独立リーグ時代
2017年、独立リーグであるユナイテッド・ショア・プロフェッショナル・ベースボール・リーグ（USPBL）のユーティカ・ユニコーンズでプロ生活をスタートさせ、6試合に登板して3勝0敗、防御率2.31、29奪三振を記録した。

### ツインズ時代
2017年8月1日にミネソタ・ツインズと契約した。契約後は傘下のアパラチアンリーグのルーキー級エリザベストン・ツインズとA級シーダーラピッズ・カーネルズでプレーし、2球団合計で6試合（先発4試合）に登板して2勝0敗1セーブ、防御率2.43、23奪三振を記録した。
2018年はA級シーダーラピッズでプレーし、24試合（先発20試合）に登板して10勝5敗、防御率3.14、84奪三振を記録した。
2019年はA+級フォートマイヤーズ・ミラクルで開幕を迎えた。その後、AA級ペンサコーラ・ブルーワフーズとAAA級ロチェスター・レッドウイングスを経て8月8日にメジャー契約を結んでアクティブ・ロースター入りし、翌9日のクリーブランド・インディアンス戦でメジャーデビュー。この年メジャーでは9試合（うち先発5試合）に登板して2勝1敗1セーブ、防御率1.59、23奪三振を記録した。また、ニューヨーク・ヤンキースとのALDS第2戦では先発を務めた（2イニングを投げて被安打6、4失点の内容で敗戦投手）。
2020年は18試合に先発登板して6勝4敗、防御率4.05、27奪三振を記録した。
2021年3月28日に、5年総額925万ドル＋オプション3年で契約を延長したと発表した。この年は不振でわずか1勝にとどまり、また右手中指の負傷のため60日間の故障者リスト入りを経験した。
2022年3月21日に右手中指の痛みのため再び故障者リスト入りし、その後はリハビリのためメジャーでの登板がないまま、9月16日に40人枠から外れ、ウェイバー公示を経てAAA級セントポール・セインツに送られた。
2023年は一年を通じてマイナーで過ごしたため、メジャーでの登板機会は一度も無かった。
2024年は7月末にメジャー復帰を果たすと、そこからの2ヶ月間ほどで5試合に登板して防御率5.59、7奪三振を記録した。
2025年の開幕はメジャーで迎えたものの、4月2日にAAA級セントポールに降格した。結局、ツインズでは開幕直後の1試合に登板しただけに終わった。

### タイガース時代
2025年7月28日にエンリケ・ヒメネスとのトレードで、クリス・パダックと共にデトロイト・タイガースへ移籍し、同日中にAAA級トレド・マッドヘンズに配属された。

## 投球スタイル
内野手のような小さなテイクバックで投げるため、打者はタイミングを取りにくい。2018年8月にシンカーを覚えてからゴロアウトが激増した。

## 人物
マイナー時代は自動車配車サービスのUberで運転手をするなど複数の副業を経験している。Uberでは5段階評価中4.99の高評価を得ている。
ユナイテッドショアリーグ（USPBL）でプロデビューしメジャーリーグの舞台に辿り着いた最初の選手である。

## 詳細情報

### 年度別投手成績
| 年 度    | 球 団    | 登 板 | 先 発 | 完 投 | 完 封 | 無 四 球 | 勝 利 | 敗 戦 | セ 丨 ブ | ホ 丨 ル ド | 勝 率 | 打 者 | 投 球 回 | 被 安 打 | 被 本 塁 打 | 与 四 球 | 敬 遠 | 与 死 球 | 奪 三 振 | 暴 投 | ボ 丨 ク | 失 点 | 自 責 点 | 防 御 率 | W H I P |
| -------- | -------- | ----- | ----- | ----- | ----- | -------- | ----- | ----- | -------- | ----------- | ----- | ----- | -------- | -------- | ----------- | -------- | ----- | -------- | -------- | ----- | -------- | ----- | -------- | -------- | ------- |
| 2019     | MIN      | 9     | 5     | 0     | 0     | 0        | 2     | 1     | 1        | 0           | .667  | 118   | 28.1     | 27       | 1           | 5        | 0     | 3        | 23       | 0     | 1        | 9     | 5        | 1.59     | 1.13    |
| 2020     | MIN      | 10    | 10    | 0     | 0     | 0        | 6     | 4     | 0        | 0           | .600  | 200   | 46.2     | 50       | 3           | 13       | 0     | 4        | 27       | 0     | 0        | 21    | 21       | 4.05     | 1.35    |
| 2021     | MIN      | 14    | 6     | 0     | 0     | 0        | 1     | 7     | 1        | 0           | .125  | 228   | 50.2     | 66       | 11          | 12       | 0     | 1        | 27       | 2     | 0        | 44    | 43       | 7.64     | 1.54    |
| 2024     | MIN      | 5     | 0     | 0     | 0     | 0        | 0     | 0     | 0        | 0           | ----  | 45    | 9.2      | 11       | 1           | 5        | 1     | 0        | 7        | 1     | 0        | 6     | 6        | 5.59     | 1.66    |
| 2025     | MIN      | 1     | 0     | 0     | 0     | 0        | 0     | 0     | 0        | 0           | ----  | 19    | 5.1      | 2        | 1           | 2        | 0     | 0        | 1        | 0     | 0        | 1     | 1        | 1.69     | 0.75    |
| MLB：4年 | MLB：4年 | 38    | 21    | 0     | 0     | 0        | 9     | 12    | 2        | 0           | .429  | 591   | 135.1    | 154      | 16          | 35       | 1     | 8        | 84       | 3     | 1        | 80    | 75       | 4.99     | 1.40    |

- 2024年度シーズン終了時

### ポストシーズン投手成績
| 年 度     | 球 団     | シ リ ｜ ズ | 登 板 | 先 発 | 勝 利 | 敗 戦 | セ ｜ ブ | 打 者 | 投 球 回 | 被 安 打 | 被 本 塁 打 | 与 四 球 | 敬 遠 | 与 死 球 | 奪 三 振 | 暴 投 | ボ ｜ ク | 失 点 | 自 責 点 | 防 御 率 |
| --------- | --------- | ----------- | ----- | ----- | ----- | ----- | -------- | ----- | -------- | -------- | ----------- | -------- | ----- | -------- | -------- | ----- | -------- | ----- | -------- | -------- |
| 2019      | MIN       | ALDS        | 1     | 1     | 0     | 1     | 0        | 13    | 2.0      | 6        | 0           | 2        | 0     | 0        | 0        | 0     | 0        | 4     | 4        | 18.00    |
| 出場：1回 | 出場：1回 | 出場：1回   | 1     | 1     | 0     | 1     | 0        | 13    | 2.0      | 6        | 0           | 2        | 0     | 0        | 0        | 0     | 0        | 4     | 4        | 18.00    |

- 2024年度シーズン終了時

### 年度別守備成績
| 年 度 | 球 団 | 投手（P） | 投手（P） | 投手（P） | 投手（P） | 投手（P） | 投手（P） |
| 年 度 | 球 団 | 試 合     | 刺 殺     | 補 殺     | 失 策     | 併 殺     | 守 備 率  |
| ----- | ----- | --------- | --------- | --------- | --------- | --------- | --------- |
| 2019  | MIN   | 9         | 2         | 2         | 1         | 0         | .800      |
| 2020  | MIN   | 10        | 5         | 6         | 0         | 0         | 1.000     |
| 2021  | MIN   | 14        | 2         | 6         | 0         | 0         | 1.000     |
| 2024  | MIN   | 5         | 0         | 1         | 0         | 0         | 1.000     |
| MLB   | MLB   | 38        | 9         | 15        | 1         | 0         | .960      |

- 2024年度シーズン終了時

### 背番号
- 68（2019年 - 2025年3月30日）